# João Rol
João Rol (? - Roma, antes de 20 de Outubro de 1241) foi um Bispo de Lisboa.

## Biografia
Pouco se sabe da sua vida, excepto que D. João Rol foi eleito para a cadeira episopal em 1239 e que, devido ao adensar do clima de anarquia em que o Reino de Portugal vivia nas décadas de 1230 e 1240, se refugiou em Roma, vindo aí a falecer em 1241; dum documento que autorizava a construção do Convento de São Domingos, em Lisboa, datado de 20 de Outubro daquele ano, sabe-se que era o cabido que governava a diocese, por se achar em sede vacante - portanto, a morte do prelado deverá ter ocorrido nesse ano, em data anterior à emissão daquela licença.